# Maria Liberia-Peters

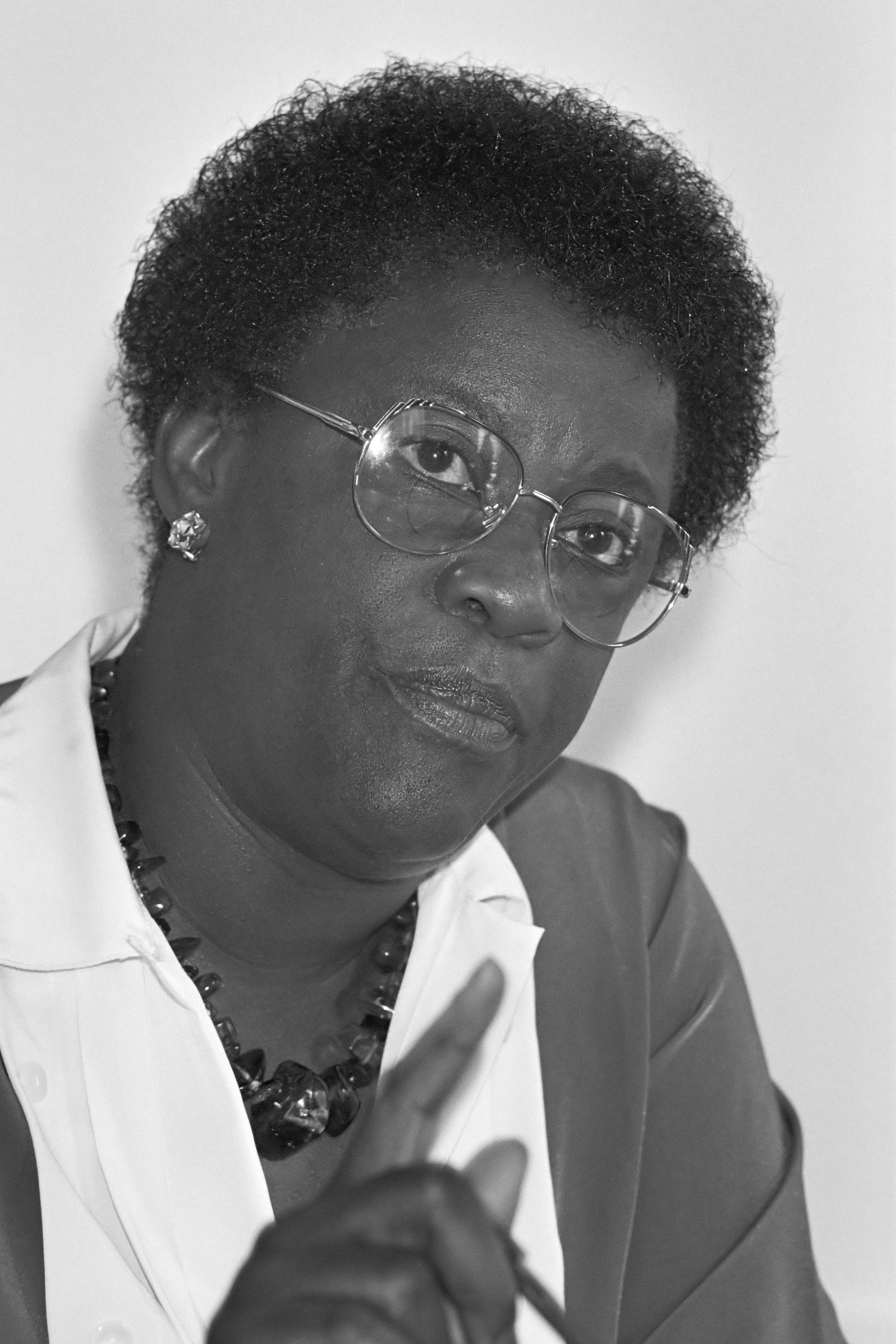
Maria Liberia-Peters (1988)

Maria Philomena Liberia-Peters (* 20. Mai 1941 in Willemstad, Curaçao) ist eine Politikerin der Niederländischen Antillen.

## Biografie
Zu Beginn der 1970er Jahre organisierte sie Elterngruppen für politische und soziale Aktionen und trat bald darauf der Nationalen Volkspartei (Nationale Volkspartij) bei. Für diese wurde sie 1975 zum Mitglied des Inselrates von Curaçao gewählt. Diese Körperschaft entsandte sie zwischen 1975 und 1980 auch in den Exekutivrat, der sich in regelmäßigen Abständen mit den Repräsentanten der niederländischen Königin Juliana traf.
1982 wurde Liberia-Peters als Kandidatin der NVP für Curaçao zur Abgeordneten des Parlaments der Niederländischen Antillen (Staten van de Nederlandse Antillen) gewählt und war von Dezember 1982 bis Juli 1983 Wirtschaftsministerin in einer von Dominico F. Martina gebildeten Koalitionsregierung, die im Juni 1984 auseinanderbrach.
Am 18. September 1984 wurde sie als Nachfolgerin von Martina selbst Premierminister der Niederländischen Antillen. Ihre erste Amtszeit als Regierungschefin dauerte bis zum 1. Januar 1986. Im Anschluss wurde sie Führerin der Opposition im Parlament.
Als Nachfolgerin von Martina wurde sie dann am 17. Mai 1988 erneut Premierministerin. Als solche bildete sie bis zur Wahlniederlage ihrer Partei am 25. September 1993 die Regierung. Im Anschluss war sie erneut Oppositionsführerin in den Staten van de Nederlandse Antillen. 1994 trat sie als Vorsitzende der Nationalen Volkspartei zurück und zog sich nach dem Verzicht auf ihr Parlamentsmandat aus dem politischen Leben zurück.